# Terror Arreu de Catalunya
Terror Arreu de Catalunya o abreujat TAC és una associació aixopluc de festivals de cinema de Catalunya dedicats al gènere de terror.
En primer lloc vol dignificar el gènere de terror però també però és oberta a altres expressions (teatre, literatura…) amb temàtica terror, gore o fantasia, i fomentar una millor difusió dels festivals dels membres. Atorga cada any el «Premi TAC» de curtmetratge per estimular creadors catalans i crear punts de trobada i bescanvi d'idees i de contactes.
Va ser fundada el juny del 2010 pels festivals Cardoterror (Cardedeu), Cryptshow (Badalona), FesTerror (Lloret de Mar), Festival de Cine de Terror de Molins de Rei (Molins de Rei) i Horrorvisión (Barcelona). El maig del 2012 tres més festivals van adherir a la federació: Fantosfreak (Cerdanyola del Vallès), Horrorvision (Barcelona) i el Festival de Cine de Terror de Sabadell.
Premis TAC
- 2010: Mamá d'Andy Muschietti. Els altres finalistes eren: Lazarus Taxon de Denis Rovira, Verónica de Manuel León Caballero, Box d'Octavi Espuga i Hearttrack de Rafa Dengrá
- 2011: Les bessones del Carrer Ponent d'Anna Solanas i Marc Riba.[4]
- 2012: El Grifó de Denis Rovira[5]
- 2013: The Yellow Ribbon de Carles Marqués-Marcet[6]
- 2014: Fist of Jesus de David Muñoz i Adrià Cardona[7]
- 2015: Line Up d'Àlex Julià i Canis[8]

## Membres fundadors
Cardoterror
És un festival realitzat per l'Associació Cultural El Cardot de Cardedeu. El seu objectiu consisteix a realitzar una anàlisi del gènere cinematogràfic de terror, des dels seus inicis fins a l'actualitat. Es porta a terme cada any a finals d'octubre amb una temàtica concreta. Durant el cicle es realitzen exposicions retrospectives i projeccions de pel·lícules. Paral·lelament, es convida un personatge il·lustre del gènere i s'hi entrega el premi «Audrey».
Cryptshow
Realitzat a principis de juliol, el festival neix l'any 2007 dedicat al gènere de terror, ciència-ficció i fantasia. Vol mostrar treballs de director consagrats i alhora donar a conèixer a directors novells que poden participar en un concurs internacional de curtmetratges. A part de les projeccions, hi ha exposicions i un concurs de literatura de la mateixa temàtica.
Festerror
Festival dedicat al cinema de terror i fantàstic que neix l'any 2007. Portat a terme al febrer, Festerror està dividit en dues seccions: una marató de 12 hores, on es difonen pel·lícules de sèrie B relacionades amb el tema, i una segona secció, dedicada al projectar curtmetratges en un concurs internacional amb premis econòmics més un guardó.
Festival de Cinema de terror de Molins de Rei
El festival va ser creat el 1973, malgrat una interrupció del 1990 fins al 2001 amb 34 edicions (2015) queda un dels certàmens més antics del país. Es compon d'un concurs de curtmetratges, una mataró de dotze hores, i des del 2011, d'un concurs de llargmetratges, complementat amb xerrades, exposicions, actes i projeccions paral·leles i segons concursos com el de Microrelats de Terror i el Concurs de Cartells.